# Peyton Clark
Peyton Clark (ur. 20 maja 1994 w Indianapolis w stanie Indiana) – amerykański aktor i piosenkarz znany głównie z roli Garretta Spengera w serialu wyprodukowanym przez Disney Channel, To nie ja.

## Życiorys
Peyton urodził się 20 maja 1994 roku w Indianapolis. Swój pierwszy występ odegrał w wieku 4 lat przed ogromną publicznością, kiedy został zaproszony na scenę by zaśpiewać "Charlie Brown" legendarnej gruby R&B.
Jego aktorska kariera rozpoczęła się w 2011 roku występem w produkcji o nazwie "Danger Jane". Od 2014 roku Peyton gra główną rolę w serialu To nie ja.

## Filmografia
| Rok     | Tytuł         | Rola            | Adnotacje                                  |
| ------- | ------------- | --------------- | ------------------------------------------ |
| 2011    | Danger Jane   | Otto            |                                            |
| 2012    | Mild Mannered | Eric            |                                            |
| 2014-15 | To nie ja     | Garrett Spenger | rola główna Disney Channel Original Series |
| 2015    | Windsor       | Itchy           |                                            |